# Princesse royale (Royaume-Uni)

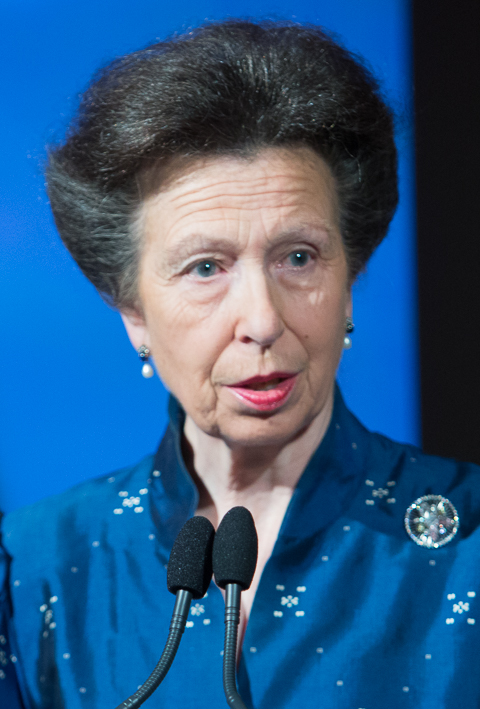
Anne du Royaume-Uni, actuelle princesse royale.

Le titre de princesse royale (en anglais : Princess Royal) est un titre généralement accordé — mais pas automatiquement — à la fille aînée du souverain britannique. C'est un titre accordé à vie et il ne peut y avoir qu'une seule bénéficiaire. C'est en partie à cause de cela que le titre n'est pas accordé automatiquement. La princesse royale n'est pas forcément héritière du trône. Ainsi, la reine Élisabeth II n'a jamais été « princesse royale » car ce titre était déjà porté par sa grand-tante, la princesse Mary, comtesse de Harewood.
La titulaire actuelle du titre est la princesse Anne, unique fille de la reine Élisabeth II et du prince Philip, duc d’Édimbourg, depuis le 13 juin 1987.

## Histoire du titre
Au Royaume-Uni, la loi de succession permet l'accession des femmes au trône. En revanche, les hommes restaient prioritaires au même degré de parenté jusqu'en 2013, date de l'Acte de succession à la Couronne. Ainsi, les héritiers du trône britannique sont titrés « prince de Galles », titre qui n'a jusqu'ici jamais été accordé aux femmes. Pour sa part, le titre de « princesse royale » n'est pas réservé aux héritières du trône.
Le titre de « princesse royale » est attribué pour la première fois à Marie-Henriette Stuart, fille aînée du roi Charles Ier d'Angleterre et de son épouse la reine Henriette-Marie, née fille de France. Fille du roi Henri IV de France, elle aurait voulu copier le titre de « Madame Royale » attribué généralement à la fille la plus âgée du roi de France. Contrairement au titre français, les princesses britanniques le conservent même après leur mariage.
Le titre de « princesse royale » est un titre à part entière et ne peut donc être porté par deux personnes simultanément. Ainsi, la fille du prince William, une fois celui-ci devenu roi, ne pourrait pas être princesse royale du vivant de la princesse Anne.

## Liste des princesses royales

### Maison Stuart
| No | Portrait | Titulaire                                                   | Dates     | Éléments biographiques | Armoiries |
| -- | -------- | ----------------------------------------------------------- | --------- | --- | --------- |
| 1  |          | Marie-Henriette Stuart (4 novembre 1631 – 24 décembre 1660) | 1642-1660 | Fille aînée du roi Charles Ier, elle est la première à porter le titre de « princesse royale ». Elle épouse Guillaume II d'Orange-Nassau et devient par mariage « princesse d'Orange » et « comtesse de Nassau ». Leur fils unique accède au trône d'Angleterre sous le nom de Guillaume III en 1689. | Néant     |

### Maison de Hanovre
| No | Portrait | Titulaire                                                         | Dates     | Éléments biographiques | Armoiries |
| -- | -------- | ----------------------------------------------------------------- | --------- | --- | --------- |
| 2  |          | Anne de Hanovre (2 novembre 1709 – 12 janvier 1759)               | 1727-1759 | Fille aînée du roi George II, elle épouse Guillaume IV d'Orange-Nassau et devient par mariage « princesse d'Orange ». Au décès de son mari, elle assure la régence pour son fils Guillaume V. |           |
| 3  |          | Charlotte de Grande-Bretagne (29 septembre 1766 – 6 octobre 1828) | 1789-1828 | Fille aînée du roi George III, elle épouse le prince Frédéric de Wurtemberg et devient, lors de l'accession au trône de son mari, reine de Wurtemberg.                                        |           |

### Maison de Saxe-Cobourg-Gotha puis Windsor
Cette branche, issue de la maison allemande de Wettin, est connue au Royaume-Uni sous le nom de Saxe-Cobourg-Gotha puis de Windsor après 1917.
| No | Portrait | Titulaire                                                | Dates       | Éléments biographiques | Armoiries |
| -- | -------- | -------------------------------------------------------- | ----------- | --- | --------- |
| 4  |          | Victoria du Royaume-Uni (21 novembre 1840 – 5 août 1901) | 1841-1901   | Fille aînée — et un temps héritière — de la reine Victoria, elle épouse le prince héritier Frédéric de Prusse et devient, lors de l'accession au trône de son mari, reine de Prusse et impératrice allemande. Elle est la mère du dernier empereur, Guillaume II. |           |
| 5  |          | Louise du Royaume-Uni (20 février 1867 – 4 janvier 1931) | 1905-1931   | Fille aînée du roi Édouard VII, elle épouse Alexander Duff, 1er duc de Fife, et devient par mariage duchesse de Fife. |           |
| 6  |          | Mary du Royaume-Uni (25 avril 1897 – 28 mars 1965)       | 1932-1965   | Troisième enfant et seule fille du roi George V, elle épouse Henry Lascelles, 6e comte de Harewood, et devient par mariage comtesse de Harewood. |           |
| 7  |          | Anne du Royaume-Uni (née le 15 août 1950)                | Depuis 1987 | Deuxième enfant et seule fille de la reine Élisabeth II, elle épouse en premières noces le capitaine Mark Phillips puis en secondes noces le vice-amiral Timothy Laurence. Elle est la première princesse royale à ne pas porter d'autre titre.                   |           |

## Époux des princesses royales
Contrairement aux épouses, qui portent par courtoisie le titre de leur mari, les époux de femmes titrées ne portent pas le titre de leur épouse. Ainsi, le fait d'être le mari de la « princesse royale » ne donne le droit à aucun titre de courtoisie, contrairement aux épouses des princes de Galles (titrées « princesses de Galles »). Ce fait est valable pour l'ensemble des titres féminins jusqu'à présent.